# 李時燦
李時燦（1866年—1943年），字敏修、号闇斋，河南汲县城关人，清末民初政治人物、教育家，進士出身。

## 生平
李安澜之孙。光緒十八年，登進士，同年五月，以主事分部学习，供職于刑部。此後回鄉，历任河南学务公所议长兼优级师范学监、河南救災總會會長、河南教育司司长、《河南教育》杂志社社长等职。1912年参与筹建河南省立农业专门学校。宣統年間，曾任資政院議員。